# Alberto Ammann
Alberto Ammann Rey (Córdoba, 20 ottobre 1978) è un attore argentino.
Ha debuttato in Cella 211, per cui ha vinto il premio come miglior attore rivelazione ai Premi Goya 2010. È noto soprattutto per aver interpretato il ruolo di Pacho Herrera nella serie televisiva Narcos.

## Biografia
Ammann è nato a Córdoba, Argentina, figlio di Nélida Rey e del giornalista, politico e scrittore Luis Alberto Ammann. Poco dopo la sua nascita la famiglia Ammann si è trasferita in Spagna fino al 1982, nel periodo della dittatura militare in Argentina.
In Argentina ha effettuato gli studi e ha frequentato la scuola di recitazione di Juan Carlos Corazza. Ha anche studiato presso il seminario di Teatro Jolie Libois, situato nella provincia di Córdoba. 
Ha debuttato nel 2009 come protagonista del thriller carcerario Cella 211, per il quale ha vinto il premio come miglior attore rivelazione ai Premi Goya 2010. L'anno successivo stato è protagonista di Lope, film sulla vita del poeta Lope de Vega, diretto dal brasiliano Andrucha Waddington. Negli anni seguenti ha recitato nel film di fantascienza Eva e nei thriller Furious Speed - Curve pericolose e Mindscape. 
Nel 2011 ha affiancato Keira Knightley in uno spot pubblicitario per il marchio Chanel.
Dal 2015 al 2017 ha interpretato il ruolo di Pacho Herrera, membro del cartello di Cali, nella serie televisiva di Netflix Narcos.
Nel 2016 ha svolto il ruolo dell'idrologo e geochimico Javier Delgado nella serie di National Geographic Marte.

## Filmografia

### Cinema
- Cella 211 (Celda 211), regia di Daniel Monzón (2009)
- Lope, regia di Andrucha Waddington (2011)
- Eva, regia di Kike Maíllo (2011)
- Invasor, regia di Daniel Calparsoro (2012)
- Tesis sobre un homicidio, regia di Hernán Goldfrid (2013)
- Furious Speed - Curve pericolose (Combustión), regia di Daniel Calparsoro (2013)
- Mindscape, regia di Jorge Dorado (2013)
- Betibú, regia di Miguel Cohan (2014)
- Ricatto internazionale (Oliver's Deal), regia di Barney Elliott (2015)
- Lazaro: An Improvised Film, regia di Andres Del Caño Lopez e Luis Antonio Perez (2017)
- Overdose, regia di Olivier Marchal (2022)
- Presencias, regia di Luis Mandoki (2022)

### Televisione
- Narcos – serie TV, 20 episodi (2015-2017)
- Apaches – serie TV, 12 episodi (2017)
- Marte (Mars) – serie TV, 12 episodi (2016-2018)
- Narcos: Messico – serie TV, 7 episodi (2018-2021)
- Griselda - serie TV, 1 episodio (2024)

## Riconoscimenti
- 2010 – Premio Goya
  - Miglior attore rivelazione per Cella 211

## Doppiatori italiani
- Emiliano Coltorti in Cella 211 e Marte
- Edoardo Stoppacciaro in Eva